# James Coburn
James Harrison Coburn, Jr. (Laurel, Nebraska, 1928. augusztus 31. – Beverly Hills, 2002. november 18.) Oscar-díjas amerikai színész. 45 éves pályafutása alatt több mint 70 filmben szerepelt. Az ötvenes–hatvanas évek klasszikus westernfilmjeiből ismerős színész, jóformán az egész karrierjét a közönségfilmekre alapozta, s miután jó egy évtizedes kihagyás után visszatért a vászonra. A ’90-es években egykori sikereit idéző szerepekben fedezhettük fel újból.

## Élete

### Korai évek
Nebraska államban született, ám a gazdasági válság hatására nemsokára délre költöztek családjával. A középiskolai színjátszókörben ismerkedett meg a színházzal, majd a katonai szolgálatot követően a Dél-kaliforniai Egyetem dráma tagozatának hallgatója lett. Bár rendezői szakon tanult, az államvizsgát követően színészként próbált meg elhelyezkedni és rövid idő alatt Off-Broadway darabokban tűnt fel. Egy borotvakrémreklámnak köszönhetően jelentkezett Stella Adler nagynevű – és igen költséges – színiiskolájába. Coburn 1958-ban tért vissza Los Angelesbe, ahol több olyan klasszikus amerikában futó western-sorozatban alapozta meg filmes karrierjét, mint a Klondike, a Wanted: Élve vagy halva vagy a Marhabőr.

### Az 1960-as évek
Megérkezése után két évvel a fülébe jutott, hogy Yul Brynner Kurosawa-adaptációra készül A hét mesterlövész címmel. Coburn kitartásának – valamint a közelgő színészsztrájknak – köszönhetően szerepet kapott a filmben, méghozzá a szótlan késdobáló Britt karakterét osztották rá. A mozi átütő sikere, Coburn mellett olyan új tehetségek karrierjét indította be, mint Steve McQueen vagy Charles Bronson. Coburn ezek után olyan nagy sikerű filmekben kapott szerepet, mint az 1963-ban készült és a kor sztárjait felvonultató A nagy szökés, vagy a Dundee őrnagy. A hatvanas évek vége két számottevő változást is hozott a színész pályájában: ekkor ismerkedett meg Bruce Leevel és a távol-keleti harcművészetekkel, s vált a mester tanítványává, illetve ekkor kezdett együtt dolgozni Sam Peckinpah rendezővel, a korszak egyik legnagyobb nevű direktorával.

### A '70-es és '80-as évek
A hetvenes évek elejét Coburn rögtön egy nagy sikerű film főszerepével kezdte, hiszen a világhírű olasz rendező Sergio Leone ráosztotta a főhős szerepét az Egy marék dinamit című westernfilmben. Majd egy évvel később Bud Spencer és Telly Savalas mellett játszott az Élet vagy halál című filmben. A következő időszakokban is inkább ebben a műfajban vállalt szerepeket, ennek köszönhetően tűnik fel a Patt Garrett és Billy, a kölyök (1973) és a Lóverseny winchesterre és musztángokra (1975) cím alkotásokban. Ezután katonai egyenruhába bújt, s előbb A Midway-i csata (1976) című filmben volt Charlton Heston és Henry Fonda partnere, majd a már említett Sam Peckinpah rendező háborús drámájában, a Vaskereszt-ben (1977) vállalta el a főhős Steiner őrmester karakterét.
Bár a következő évtized elejétől előbb válása, majd egyre súlyosabbá váló ízületi bántalmai révén Coburn egyre ritkábban tűnt fel a mozivásznon, végül rálelt a sikeres gyógymódra, és a kilencvenes évektől már folyamatosan vállalt el újabb megbízásokat.

### Az 1990-es évek
A kilencvenes évektől kezdődően Coburn már régi önmagát idéző szerepekben tündökölt. A Hudson Hawk (1991) című akció-vígjátékban például Bruce Willis ellenfelét alakította, majd hasonlóan negatív karakterben láthattuk a Mel Gibson nevével fémjelzett, Maverick – Halálos póker (1994) című moziban. Egyre inkább beskatulyázódott az epizodista szerepébe, főszerepet szinte nem is kapott, így a Kisvárosi gyilkosság című krimiben is mellékszereplőként tűnik fel Nick Nolte partnereként. Coburnt pályafutása alatt igencsak elkerülték a filmes díjak, pedig nem kevés ismert szerepet tudhatott magáénak, azonban 1999-ben Oscar-díjjal jutalmazták az említett filmben nyújtott alakításáért, holott egyáltalán nem ő volt a rangos kitüntetés esélyese. Az évtized végén még egyszer együtt játszott Mel Gibsonnal, a Visszavágó (1999) akció-krimiben.

### 2000 után
2002-ben bekövetkezett haláláig főként tévéfilmekben szerepelt, azonban 2001-ben pályafutása során először, a hangját adta egy animációs filmnek, méghozzá a nagysikert hozó Szörny Rt.-hez. Utolsó filmjében Cuba Gooding Jr.-ral játszott együtt a Kutyabajnok című családi vígjátékban.

### Halála
2002. november 18-án halt meg otthonában, szívroham következtében, 74 éves korában.

## Filmjei
| Év   | Magyar cím                                | Eredeti cím                        | Szerep                                  | Magyar hang      | Rendező               |
| ---- | ----------------------------------------- | ---------------------------------- | --------------------------------------- | ---------------- | --------------------- |
| 1959 | Lovagolj magányosan!                      | Ride Lonesome                      | Whit                                    |                  | Budd Boetticher       |
| 1959 |                                           | Face of a Fugitive                 | Purdy                                   |                  | Paul Wendkos          |
| 1960 | A hét mesterlövész                        | The Magnificent Seven              | Britt                                   | Bárány Frigyes   | John Sturges          |
| 1962 | Hősök pokla                               | Hell Is for Heroes                 | Frank Henshaw tizedes                   |                  | Don Siegel            |
| 1963 | A nagy szökés                             | The Great Escape                   | Louis Sedgwick, „az ezermester”         | Sörös Sándor     | John Sturges (2)      |
| 1963 | A nagy szökés                             | The Great Escape                   | Louis Sedgwick, „az ezermester”         | Faragó József    | John Sturges (2)      |
| 1963 | Amerikai fogócska                         | Charade                            | Tex Panthollow                          | Sebestyén András | Stanley Donen         |
| 1963 | Amerikai fogócska                         | Charade                            | Tex Panthollow                          | Vass Gábor       | Stanley Donen         |
| 1963 | A Nap királyai                            | Kings of the Sun                   | narrátor                                |                  | J. Lee Thompson       |
| 1964 | Szerelmi partraszállás                    | The Americanization of Emily       | Paul "Bus" Cummings parancsnok          | Jakab Csaba      | Arthur Hiller         |
| 1965 | Dundee őrnagy                             | Major Dundee                       | Samuel Potts                            | Barbinek Péter   | Sam Peckinpah         |
| 1965 |                                           | A High Wind in Jamaica             | Zac                                     |                  | Alexander Mackendrick |
| 1965 | A megboldogult                            | The Loved One                      | bevándorlási tisztviselő                |                  | Tony Richardson       |
| 1966 | Derek Flint                               | Our Man Flint                      | Derek Flint                             |                  | Daniel Mann           |
| 1966 | Mit csináltál a háborúban, papa?          | What Did You Do in the War, Daddy? | Christian hadnagy                       | Rosta Sándor     | Blake Edwards         |
| 1966 | Agyafúrt kasszafúró                       | Dead Heat on a Merry-Go-Round      | Eli Kotch                               |                  | Bernard Girard        |
| 1967 |                                           | In Like Flint                      | Derek Flint                             |                  | Gordon Douglas        |
| 1967 |                                           | Waterhole No. 3                    | Lewton Cole                             |                  | William Graham        |
| 1967 |                                           | The President's Analyst            | Dr. Sidney Schaefer                     |                  | Theodore J. Flicker   |
| 1968 | Duffy                                     | Duffy                              | Duffy                                   |                  | Robert Parrish        |
| 1968 |                                           | Candy                              | Dr. A.B. Krankheit                      |                  | Christian Marquand    |
| 1969 |                                           | Hard Contract                      | John Cunningham                         |                  | S. Lee Pogostin       |
| 1970 | Vérrokonok                                | Last of the Mobile Hot Shots       | Jeb Thornton                            |                  | Sidney Lumet          |
| 1971 | Egy marék dinamit                         | Duck, You Sucker!                  | John H. Mallory                         | Bujtor István    | Sergio Leone          |
| 1971 | Egy marék dinamit                         | Duck, You Sucker!                  | John H. Mallory                         | Csernák János    | Sergio Leone          |
| 1971 | Egy marék dinamit                         | Duck, You Sucker!                  | John H. Mallory                         | Vass Gábor       | Sergio Leone          |
| 1972 | Rejtélyes halál                           | The Carey Treatment                | Dr. Peter Carey                         |                  | Blake Edwards (2)     |
| 1972 | A betörhetetlenek                         | The Honkers                        | Lew Lathrop                             | Barbinek Péter   | Steve Ihnat           |
| 1972 | Élet vagy halál                           | A Reason to Live, a Reason to Die  | Pembroke ezredes                        | Uri István       | Tonino Valerii        |
| 1973 | Pat Garrett és Billy, a kölyök            | Pat Garrett and Billy the Kid      | Pat Garrett                             | Papp János       | Sam Peckinpah (2)     |
| 1973 | Pat Garrett és Billy, a kölyök            | Pat Garrett and Billy the Kid      | Pat Garrett                             | Koncz Gábor      | Sam Peckinpah (2)     |
| 1973 | Pat Garrett és Billy, a kölyök            | Pat Garrett and Billy the Kid      | Pat Garrett                             | Barbinek Péter   | Sam Peckinpah (2)     |
| 1973 | Sheila meghalt és New Yorkban él          | The Last of Sheila                 | Clinton Green                           |                  | Herbert Ross          |
| 1973 | Zsebmetsző Harry                          | Harry in Your Pocket               | Harry                                   | Karsai István    | Bruce Geller          |
| 1974 | Gyilkosságok péntek este                  | The Internecine Project            | Robert Elliot                           | Mécs Károly      | Ken Hughes            |
| 1975 | Lóverseny winchesterre és musztángokra    | Bite the Bullet                    | Luke Matthews                           | Bárány Frigyes   | Richard Brooks        |
| 1975 | Lóverseny winchesterre és musztángokra    | Bite the Bullet                    | Luke Matthews                           | Szakácsi Sándor  | Richard Brooks        |
| 1975 | A nagy bunyós                             | Hard Times                         | Spencer `Speed` Weed                    | Szokolay Ottó    | Walter Hill           |
| 1976 | Égi lovasok                               | Sky Riders                         | Jim McCabe                              | Helyey László    | Douglas Hickox        |
| 1976 | Az utolsó keményfiúk                      | The Last Hard Men                  | Zach Provo                              |                  | Andrew V. McLaglen    |
| 1976 | A midwayi csata                           | Midway                             | Vinton Maddox kapitány                  | Orosz István     | Jack Smight           |
| 1977 |                                           | White Rock                         | narrátor                                |                  | Tony Maylam           |
| 1977 | Vaskereszt                                | Cross of Iron                      | Rolf Steiner őrmester                   | Fülöp Zsigmond   | Sam Peckinpah (3)     |
| 1978 | Kaliforniai lakosztály                    | California Suite                   | Pilóta Diana Bairre filmjében a repülőn | Makay Sándor     | Herbert Ross (2)      |
| 1979 | Tűzharc                                   | Firepower                          | Jerry Fanon/Eddie                       | Papp János       | Michael Winner        |
| 1979 | Tűzharc                                   | Firepower                          | Jerry Fanon/Eddie                       | Ujréti László    | Michael Winner        |
| 1979 | Muppet-show                               | The Muppet Movie                   | El Sleezo Cafe tulajdonosa              |                  | James Frawley         |
| 1979 |                                           | Goldengirl                         | Jack Dryden                             |                  | Joseph Sargent        |
| 1980 |                                           | The Baltimore Bullet               | Nick Casey                              |                  | Robert Ellis Miller   |
| 1980 |                                           | Loving Couples                     | Dr. Walter Kirby                        |                  | Jack Smight (2)       |
| 1980 | Kiút az őrületből                         | Mr. Patman                         | Patman                                  | Reviczky Gábor   | John Guillermin       |
| 1981 | Túl nagy rizikó                           | High Risk                          | Serrano                                 | Szabó Gyula      | Stewart Raffill       |
| 1981 | Túl nagy rizikó                           | High Risk                          | Serrano                                 | Németh Gábor     | Stewart Raffill       |
| 1981 | Szupermodell                              | Looker                             | John Reston                             | Szokolay Ottó    | Michael Crichton      |
| 1985 | Márton-nap                                | Martin's Day                       | Lardner hadnagy                         |                  | Alan Gibson           |
| 1986 |                                           | Death of a Soldier                 | Patrick Dannenberg                      |                  | Philippe Mora         |
| 1989 | Utazás a mennyországba                    | Train to Heaven                    | Gregorius                               | Szersén Gyula    | Torgny Anderberg      |
| 1990 | A vadnyugat fiai 2.                       | Young Guns II                      | John Simpson Chisum                     | Vass Gábor       | Geoff Murphy          |
| 1991 | Hudson Hawk – Egy mestertolvaj aranyat ér | Hudson Hawk                        | George Kaplan                           | Helyey László    | Michael Lehmann       |
| 1993 | Foglalkozása: bérgyilkos                  | The Hit List                       | Peter Mayhew                            | Gruber Hugó      | William Webb          |
| 1993 | Apáca show 2. – Újra virul a fityula      | Sister Act 2: Back in the Habit    | Mr. Crisp                               | Gruber Hugó      | Bill Duke             |
| 1993 | Gyilkos kábulat                           | Deadfall                           | Mike / Lou Donan                        | Rajhona Ádám     | Christopher Coppola   |
| 1993 | Gyilkos kábulat                           | Deadfall                           | Mike / Lou Donan                        | Ujlaki Dénes     | Christopher Coppola   |
| 1993 | Gyilkos kábulat                           | Deadfall                           | Mike / Lou Donan                        | Szersén Gyula    | Christopher Coppola   |
| 1994 | Maverick                                  | Maverick                           | Duvall parancsnok                       | Makay Sándor     | Richard Donner        |
| 1995 | Ördöglakat                                | The Set-Up                         | Jeremiah Cole                           | Bitskey Tibor    | Strathford Hamilton   |
| 1995 | Ördöglakat                                | The Set-Up                         | Jeremiah Cole                           | Barbinek Péter   | Strathford Hamilton   |
| 1996 | Végképp eltörölni                         | Eraser                             | Arthur Beller                           | Bitskey Tibor    | Charles Russell       |
| 1996 | Bölcsek kövére                            | The Nutty Professor                | Harlan Hartley                          | Szersén Gyula    | Tom Shadyac           |
| 1997 | Zsarolók városa                           | Keys to Tulsa                      | Harmon Shaw                             | Csurka László    | Leslie Greif          |
| 1997 | Kisvárosi gyilkosság                      | Affliction                         | Glen Whitehouse                         | Kristóf Tibor    | Paul Schrader         |
| 1999 | Visszavágó                                | Payback                            | Justin Fairfax                          | Bitskey Tibor    | Brian Helgeland       |
| 2000 | Szökőárban                                | Intrepid                           | Hal Josephson kapitány                  | Csurka László    | John Putch            |
| 2001 | Texas Rangers                             | Texas Rangers                      | narrátor                                | Bordi András     | Steve Miner           |
| 2001 | A törvényen túl                           | Proximity                          | Jim Corcoran                            | Gruber Hugó      | Scott Ziehl           |
| 2001 | Egy férfi titkos órákra                   | The Man from Elysian Fields        | Alcott                                  |                  | George Hickenlooper   |
| 2001 | Szörny Rt.                                | Monsters, Inc.                     | Henry J. Waternoose III hangja          | Kristóf Tibor    | Pete Docter           |
| 2002 | Kutyabajnok                               | Snow Dogs                          | James ´Villám Jack` Johnson             | Vass Gábor       | Brian Levant          |
| 2002 | Amerikai pisztoly                         | American Gun                       | Martin Tillman                          |                  | Alan Jacobs           |

## Fordítás
Ez a szócikk részben vagy egészben  a   James Coburn című angol Wikipédia-szócikk fordításán alapul.  Az eredeti cikk szerkesztőit annak laptörténete sorolja fel. Ez a jelzés csupán a megfogalmazás eredetét és a szerzői jogokat jelzi, nem szolgál a cikkben szereplő információk forrásmegjelöléseként.